# Linopherus annulata
Linopherus annulata är en ringmaskart som först beskrevs av Hartmann-Schröder 1965.  Linopherus annulata ingår i släktet Linopherus och familjen Amphinomidae. Inga underarter finns listade i Catalogue of Life.